# Draft NFL 1962
Il Draft NFL 1962 si è tenuto il 4 dicembre 1961.

## Primo giro
|  | = Pro Bowler |  | = AFL All-Star |  |  | = Hall of Famer |

| Scelta # | Squadra                                       | Giocatore        | Ruolo            | College              |
| -------- | --------------------------------------------- | ---------------- | ---------------- | -------------------- |
| 1        | Washington Redskins                           | Ernie Davis      | Back             | Syracuse             |
| 2        | Los Angeles Rams (Dai Minnesota Vikings)      | Roman Gabriel    | Quarterback      | North Carolina State |
| 3        | Los Angeles Rams                              | Merlin Olsen     | Defensive tackle | Utah State           |
| 4        | Cleveland Browns (Dai Dallas Cowboys)         | Gary Collins     | End              | Maryland             |
| 5        | Pittsburgh Steelers                           | Bob Ferguson     | Back             | Ohio State           |
| 6        | St. Louis Cardinals                           | Fate Echols      | Tackle           | Northwestern         |
| 7        | Chicago Bears                                 | Ronnie Bull      | Back             | Baylor               |
| 8        | San Francisco 49ers                           | Lance Alworth    | Wide Receiver    | Arkansas             |
| 9        | Baltimore Colts                               | Wendell Harris   | Back             | LSU                  |
| 10       | Detroit Lions                                 | John Hadl        | Back             | Kansas               |
| 11       | Cleveland Browns                              | Leroy Jackson    | Back             | Western Illinois     |
| 12       | St. Louis Cardinals (Dai Philadelphia Eagles) | Irv Goode        | Centro           | Kentucky             |
| 13       | New York Giants                               | Jerry Hillebrand | End              | Colorado             |
| 14       | Green Bay Packers                             | Earl Gros        | Back             | LSU                  |

## Hall of Fame
All'annata 2013, due giocatori della classe del Draft 1962 sono stati inseriti nella Pro Football Hall of Fame:
- Lance Alworth, wide receiver da Arkansas scelto come ottavo assoluto San Francisco 49ers, preferì firmare coi San Diego Chargers della AFL.

Induzione: Professional Football Hall of Fame, classe del 1978.
- Merlin Olsen, defensive tackle da Utah State scelto come terzo assoluto dai Los Angeles Rams.

Induzione: Professional Football Hall of Fame, classe del 1982.